# Eindhoven Museum
Het Eindhoven Museum (EM) is de overkoepelende naam voor het archeologisch openluchtmuseum preHistorisch Dorp met de ijzertijd en de middeleeuwen van Brabant als thema en de collectie van het voormalige Museum Kempenland. Het openluchtmuseum ligt in de Genneper Parken aan de zuidflank van de stad Eindhoven, de collectie ligt in opslag. De collectie is op aanvraag te zien of tijdens speciale exposities. 
De collectie is een cultuurhistorische collectie en omvat 23.000 objecten. Eindhoven Museum heeft de opdracht om de collectie van Museum Kempenland in de nabije toekomst weer permanent toegankelijk te maken voor het publiek. Omdat het preHistorisch Dorp tot 2016 Eindhoven Museum heette, verwijzen vele weblinks over Eindhoven Museum nog steeds automatisch naar het PreHistorisch Dorp.